# Diogena
Diogena Brunner von Wattenwyl, 1878 è un genere di insetti ortotteri della famiglia Tettigoniidae (sottofamiglia Phaneropterinae).

## Tassonomia
Comprende le seguenti specie:
- Diogena denticulata Chopard, 1954
- Diogena fausta (Burmeister, 1838)
- Diogena lanka Henry, 1944

## Distribuzione e habitat
Delle tre specie appartenenti al genere Diogena fausta è diffusa in Nord Africa, in parte dell'Africa subsahariana e nella penisola arabica, Diogena denticulata è presente in Africa Orientale, mentre Diogena lanka è endemica di Sri Lanka.